# 한우산 생태숲
한우산 생태숲은 해발 836m의 산으로 의령의 형님 산이 자굴산이라면 한우산은 동생 산이다. 한우산의 유래는 산이 깊고 수목이 울창하며 한여름에도 찬비가 내린다하여 붙여진 이름이라고 한다.
의령군 궁류면에 있는 한우산은 산세가 웅장하고 골이 깊어 곳곳에 기암괴석이 연출하는 절승이 즐비하다.
한우동 골짜기를 사시사철 맑은 물이 굽이치고 흘러서 곳곳에 폭포를 만들어 일대장관을 이루고 있어 천하의 절경이다.
그리고 이광모 감독, 안성기, 송옥숙 주연의 영화 "아름다운 시절"에서 한우산을 내려오는 장면을 촬영했던 곳으로 영화의 내용과 같이 주인공 일가의 가정사를 우마차 끌고 산자락 굽이굽이 내려오는 것으로 인생의 역경을 마지막 장면에 연출한 곳이기도 하다.
봄철에는 철쭉이 군락으로 피어나 산 전체가 벌겋게 물들어 가족단위의 등산객들이 1일 등반코스로 즐겨 찾고 있으며, 한우산 설화원 탐방안내도를 따라 한우도령과 응봉낭자의 사랑이야기를 만나는 재미도 있다. (출처: 의령군청)틀:산